# Postrzyżyny (opowiadanie)
Postrzyżyny (czes. Postřižiny) – opowiadanie czeskiego pisarza Bohumila Hrabala, opublikowane w 1976 roku.
Stanowi część wspomnieniowej trylogii Miasteczko nad rzeką (Městečko u vody); pozostałe części to Taka piękna żałoba (Krasosmutnění) i Skarby świata całego (Harlekýnovy miliony).
Bohaterami utworu są rodzice pisarza i jego stryjek Józef (Pepi). Opowieść, której narratorką jest młoda i rezolutna żona zarządcy browaru, ma postać ujętych w 12 krótkich rozdziałach, jej osobistych wspomnień i zwierzeń z wczesnego okresu małżeństwa. W Postrzyżynach przekazano humorystyczno-nostalgiczne spojrzenie na świat, w którym wychował się pisarz, który swój utwór tak scharakteryzował: „Tekst ten jest kroniką mówiącą o mojej matce, moim ojcu i moim stryju. (…) Ja i tylko ja jestem jedynym człowiekiem mogącym przekazać historię browaru i miasteczka, w którym zatrzymał się czas. Inspiracją był mi awiacyjny styl Chagalla, poetykę kronikarza i montażysty fenomenalnych przygód wewnętrznych uzupełniłem wewnętrznym modelem tęsknoty…”.
Opowiadanie zostało zekranizowane pod tym samym tytułem przez Jiříego Menzla w 1980 roku.